# Martin Roche
Martin Roche (1853 – 1927) è stato un architetto statunitense. In collaborazione con William Holabird, Martin Roche diede vita a una serie di edifici che segnarono una pietra miliare nello sviluppo dei primi grattacieli, ispirandosi alla celebre Scuola di Chicago.

## Biografia
Dopo aver lavorato per William Le Baron Jenney fino al 1881, Roche si unì a Holabird nello studio Holabird & Simonds. Tra i loro primi progetti spicca il Graceland Cemetery. Nel 1883, con l'uscita di scena di Simonds, lo studio assunse la denominazione Holabird & Roche. Insieme, i due architetti introdussero numerose innovazioni all'interno della Scuola di Chicago, tra cui le caratteristiche finestre che permettevano una maggiore illuminazione degli interni. Tra le loro opere più significative si annoverano il Marquette Building, il Cable Building (1899) e il Gage Building (1899). Roche, dotato di un raffinato gusto estetico e di una profonda passione per l'architettura gotica, progettò il primo grattacielo in stile neogotico al mondo per l'University Club of Chicago (1908). In seguito, lo studio realizzò anche il neoclassico Soldier Field (1924).
William Holabird scomparve nel 1923, seguito quattro anni dopo da Martin Roche. Lo studio passò quindi nelle mani di John Holabird, figlio di William, e di John Root Jr., assumendo la nuova denominazione Holabird & Root.